# Thomas Frei
Thomas Frei, född 17 april 1980, är en schweizisk före detta skidskytt och längdskidåkare.
Thomas började i Ski Club Davos. 1999 deltog han i sin första internationella tävling som längdskidåkare. Under flera år deltog han enbart inom kontinentalcupen, alp-cupen och i flera FIS-lopp. Hans debut i världscupen var i slutet av 2002 på 15 km i Davos, då slutade han 84. Efter det deltog han i flera militär-VM, men inte ofta i världscupen. I världscupen nådde Frei sin bästa placering i sitt sista lopp 2007 då han blev 45:a. I kontinentalcupen blev han som bäst 14:e. I totalt 17 FIS-lopp slutade Frei topp-10 och blev som bäst två, vid tre tillfällen. I Alpen Cup blev han som bäst sjua. Frei bytte 2006 från längdskidåkingen till skidskytte och genomförde i slutet av 2006/2007 sin sista tävling i längdskidåkning. 
Frei började sin skidskyttekarriär relativt sent, vid 26 års ålder, i ett lopp i IBU-cupen i Obertilliach i början av säsongen 2006/2007. Vid sprinten där slutade han 42:a. Sina första poäng i cupen tog han samma säsong då han slutade 17:e på sprinten i Forni Avoltri. Höjdpunkten blev EM i Bansko så han tävlade på distans, sprint och jaktstart, han nådde placeringar mellan 29 och 31. Strax efter mästerskapen vann Frei en cupseger i Haute Mauriennes sprint. Nästkommande säsong, 2007/2008, inledde Frei i IBU-cupen och slutade topp-10 vid ett flertal tillfällen och fick därefter börja köra världscupen. Hans debut skedde i Oberstdorf där han slutade 32:a på sprinten vilket inte ledde till några världscuppoäng. Under sin debutsäsong deltog Frei i världsmästerskapen i skidskytte i Östersund där han slutade 10 på distansen, 37 på sprinten och 58 på jaktstarten. Sin första världscuppoäng kom under världscupavslutningen i Holmenkollen då han blev 28:a på sprinten. Frei deltog året efter i VM i Sydkorea och slutade då 64 på distansen och 65 på printen. Under säsongen 2009/2010 nådde Frei sin största framgång då han blev trea på sprinten i Pokljuka. Under samma säsong fick han åka till Vancouver och tävla i olympiska spelen. Där lyckades han bra och slutade 16 på distansen, 13 på sprinten, 12 på jaktstarten, 24 på masstarten och 9 på stafetten. Totalt säsongen 2009/2010 slutade Frei på 39:e plats i världscupen.